# تسمم بالسيانيد
التَّسَمُّمُ بالسَّيانِيد هو التسمم الناجم عن التعرض لعدد من أشكال السيانيد. تشمل الأعراض المبكرة: الصداع، الدوخة، زيادة معدل ضربات القلب، ضيق في التنفس، والقيء. ويمكن أن يعقب ذلك تشنجات، بطء معدل ضربات القلب، انخفاض ضغط الدم، فقدان الوعي، والسكتة القلبية. تبدأ الأعراض عادة خلال دقائق معدودة. تبدأ الأعراض عادة في غضون بضع دقائق. إذا نجا الشخص قد يكون هناك مشاكل عصبية على المدى البعيد.
وتشمل المركبات السامة المحتوية على السيانيد غاز سيانيد الهيدروجين وعدد من أملاح السيانيد. التسمم شائع نسبيا بعد استنشاق دخان حريق بمنزل. وتشمل الطرق المحتملة الأخرى للتعرض وِرَش تلميع المعادن، بعض المبيدات الحشرية، وبعض البذور مثل تلك الموجودة في التفاح. الصورة السائلة من السيانيد يمكن أن تُمتَص من خلال الجلد.
تتداخل أيونات السيانيد مع التنفس الخلوي مما يؤدي إلى عدم قدرة أنسجة الجسم على استخدام الأكسجين بفاعلية كبيرة جدا.

## العلامات والأعراض
إذا تم استنشاق السيانيد يمكن أن يسبب غيبوبة مع تشنجات، انقطاع النفس، السكتة القلبية، ثم الموت في بضع ثوان.

### التعرض المزمن
التعرض لكميات قليلة من السيانيد على مدى فترة زمنية طويلة (مثل استعمال جذور البفرة المعالجة بشكل غير صحيح في إفريقيا الاستوائية) يؤدي إلى زيادة مستويات السيانيد في الدم، الأمر الذي قد يؤدي إلى الإرهاق وأعراض متنوعة تشمل الشلل الدائم، آفات بالجهاز العصبي، قصور الغدة الدرقية، الإجهاض.
الآثار الأخرى تشمل، تلف في الكبد والكلى.

## السبب
التسمم الحاد بغاز سيانيد الهيدروجين قد ينتج عن استنشاق الأبخرة من حرق منتجات البوليمر التي تستخدم النتريل في إنتاجها، مثل البولي يوريثان أو الفينيل. بالإضافة إلى استخداماته كمبيد آفات ومبيد حشري، يوجد السيانيد في دخان التبغ والدخان الناتج عن حرائق الأبنية، وهو موجود في بعض الأطعمة مثل اللوز ونواة المشمش وبذور التفاح وبذور البرتقال والكسافا (المعروف أيضا باسم يوكا أو مانيوك )، وبراعم الخيزران. فيتامين ب12
قد يقلل من الآثار السلبية للتعرض المزمن، ونقصه يمكن أن يؤدي إلى آثار صحية سلبية بعد التعرض.

## الآلية
التسمم بالساينيد هو أحد أنواع نقص التأكسج بالتسمم النسيجي "Histotoxic hypoxia" لعدم مقدرة الخلايا على تصنيع عملة الطاقة "ATP" بسبب تثبيط انزيم أكسيداز السيتوكروم سي الموجود في الميتوكوندريا.

## العلاج
في الولايات المتّحدة، يتكوّن ترياق السيانيد من جرعة استنشاق صغيرة من أميل النتريت، تليها جرعة وريدية من نتريت الصوديوم، تليها جرعة وريديّة أخرى من حمض الصوديوم الكبريتيّ .الهيدروكسي كوبولامين تم إدراجه حديثاً في الولايات المتحدّة كجزء من الترياق المستخدم لتسمم السيانيد.مادة ال Sulfanegen TEA أيضا يمكن استخدامها لعلاج التسمّم بالسيانيد عن طريق الحقن العضلي (IM) فهي تزيل سموم السيانيد وتحولّها إلى السيانيد الكبريتي (thiocyabide)ثيوسيانايت، وهي مادّة أقل سميّة من السانيد.

### التطهير
تطهير الأشخاص المعرضون لغاز سيانيد الهيدروجين تتطلب إزالة ملابسهم الخارجية وغسل شعرهم. أما أولئك الذين تعرضوا للسوائل أو المساحيق فيحتاجون إلى إزالة التلوث بالكامل.

### الترياق
عدة الترياق المعتمدة ف الولايات المتحدة تستعمل أولاً جرعة صغيرة من نتريت الأميل، يعقبها إعطاء نتريت الصوديوم عن طريق الوريد ثم إعطاء ثيوكبريتات الصوديوم عن طريق الوريد. تم اعتماد هيدروكسوكوبالامين حديثا في الولايات المتحدة ومتاح في مجموعات ترياق سيانوكيت. يمكن إعطاء سولفانيجين بالحقن عن طريق العضل حيث يزيل سمية السيانيد بتحويله إلى الصورة الأقل سمية، ثيوسيانات.